# In allen meinen Taten, BWV 97
In allen meinen Taten (BWV 97) ist eine Kirchenkantate von Johann Sebastian Bach. Er komponierte die Choralkantate 1734 in Leipzig ohne einen bekannten Anlass auf neun unveränderte Strophen des Kirchenliedes von Paul Fleming.

## Geschichte und Worte
Bach schrieb die Kantate 1734, ungefähr ein Jahrzehnt nach seinen ersten Kantatenjahrgängen in Leipzig, im selben Jahr wie das Weihnachtsoratorium und ein Jahr nach Kyrie und Gloria, die er später zur h-Moll-Messe erweiterte. Er selbst datierte das Manuskript der Partitur, doch der Anlass für die Komposition ist unbekannt. Ursprünglich mag das Werk für eine Hochzeit gedacht gewesen sein, denn über Satz 7 steht durchgestrichen „nach der Trauung“. Eine spätere Abschrift vermerkt den 5. Sonntag nach Trinitatis. Der Text besteht aus neun unveränderten Strophen des Kirchenliedes von Paul Fleming, das 1642 veröffentlicht wurde. Die sechs Zeilen jeder Strophe reimen sich paarweise, 1 und 2, 4 und 5, 3 und 6. Der Dichter schrieb das Lied 1633 am Beginn einer langen und gefahrvollen Reise nach Moskau und betont einen „Anfang in Gottes Namen“. Bach strukturierte die Strophen in ebenso viele Sätze. Er rahmte eine Folge von Arien und Rezitativen durch einen Eingangschor und einen Schlusschoral. Nach der ersten Aufführung der Kantate sind mindestens zwei weitere Aufführungen zwischen 1735 und 1747 nachgewiesen.

## Besetzung und Aufbau
Die Kantate ist besetzt mit vier Solisten, Sopran, Alt, Tenor und Bass, vierstimmigem Chor, zwei Oboen, Fagott, zwei Violinen, Viola und Basso continuo.
1. Coro: In allen meinen Taten
2. Aria (Bass): Nichts ist es spat und frühe
3. Recitativo (Tenor): Es kann mir nichts geschehen
4. Aria (Tenor): Ich traue seiner Gnaden
5. Recitativo (Alt): Er wolle meiner Sünden
6. Aria (Alt): Leg ich mich späte nieder
7. Aria (Sopran, Bass): Hat er es denn beschlossen
8. Aria (Sopran): Ich hab mich ihm ergeben
9. Choral: So sei nun, Seele, deine

## Musik
In den beiden Chorsätzen benutzte Bach die Melodie des Liedes, doch die anderen Sätze des Werkes komponierte er unabhängig von ihr. Der Dichter schrieb den Text für die Melodie von „Innsbruck, ich muss dich lassen“ von Heinrich Isaac. Bach hatte sie zweimal in seiner Matthäus-Passion eingesetzt, in den Sätzen 10 (Ich bin’s, ich sollte büßen) und 37 (Wer hat dich so geschlagen).
Passend zur Idee des Anfangs und Aufbruchs, entwarf Bach den Eingangschor in der Art einer Französischen Ouvertüre, auf eine langsame Einleitung mit punktierten Rhythmen folgt ein schneller fugierter Teil. Bereits 1714 in Nun komm, der Heiden Heiland, BWV 61, hatte Bach einen Chorsatz als Französische Ouvertüre gestaltet, um ein neues Kirchenjahr zu beginnen. Der langsame Teil, Grave bezeichnet, ist instrumental, im schnellen Teil, Vivace, spielt das Orchester fugierte Musik, in die der cantus firmus des Soprans Zeile für Zeile eingefügt ist, während die Unterstimmen an der Imitation der Instrumente teilnehmen. Nach der letzten Zeile beschließen alle Singstimmen den Satz in nachdrücklicher Homophonie.
Bach strukturiert die Binnensätze, die er als „Versus“ bezeichnet (lateinisch: Strophe), als fünf Arien und zwei Rezitative, wobei er die Stimmen von der tiefsten zur höchsten steigert und die Instrumentierung von reinem continuo-Satz zu obligaten Instrumenten entwickelt. Er hält sich an die zweiteilige Form der Liedstrophe in allen Sätzen außer Satz 7, einem Duett in modifizierter da-capo-Form. Die Rezitative sind schlicht gehalten, das erste (Versus 3) ist secco, das zweite (Versus 5) von den Streichern begleitet. Versus 2 wird eingeleitet von einem gesanglichen Ritornell, dessen Thematik vom Sänger übernommen wird. Versus 4 wird aufgehellt durch eine höchst virtuoso Violinstimme, möglicherweise als Abbild von Gottes Gnade („Ich traue seiner Gnaden“). John Eliot Gardiner vergleicht die Violinstimme mit Bachs Sonaten und Partiten für Violine solo. Die Streicher beginnen Versus 6 mit Motiven, die Ruhe und Bewegung illustrieren, einleuchtend, sobald der Alt singt: „Leg ich mich späte nieder“, „erwache“, „lieg oder ziehe fort“. Versus 7 ist ein Duett mit continuo. Das Ritornell beginnt mit einem Thema, das später auch von den Singstimmen übernommen wird, und endet mit einem charakteristischen Motiv, das Entschlossenheit ausdrückt: „So will ich unverdrossen an mein Verhängnis gehn!“ In der letzten Arie unterstützen die Oboen den Sopran, der in ausgedehnten Melismen singt: „Ich hab mich ihm ergeben zu sterben und zu leben“.
Im Schlusschoral spielen die Streicher zum vierstimmigen Vokalsatz drei unabhängige Stimmen, während die Oboen die Choralmelodie verstärken, Dürr bezeichnet die ungewöhnliche Instrumentierung als „hymnische Krönung“, als Gegengewicht zum feierlichen Eingang und als Betonung des zusammenfassenden Textes.

## Einspielungen
CD
- Die Bach Kantate Vol. 69. Helmuth Rilling, Gächinger Kantorei, Bach-Collegium Stuttgart, Helen Donath, Helrun Gardow, Adalbert Kraus, Philippe Huttenlocher. Hänssler, 1974.
- J.S. Bach: Das Kantatenwerk – Sacred Cantatas Vol. 5. Nikolaus Harnoncourt, Tölzer Knabenchor, Concentus Musicus Wien, Solist des Tölzer Knabenchor, Paul Esswood, Kurt Equiluz, Ruud van der Meer (Satz 2), Philippe Huttenlocher (Satz 7). Teldec, 1979.
- Bach Edition Vol. 9 – Cantatas Vol. 1. Pieter Jan Leusink, Holland Boys Choir, Netherlands Bach Collegium, Ruth Holton, Sytse Buwalda, Knut Schoch, Bas Ramselaar. Brilliant Classics, 1999.
- Bach Cantatas Vol. 25: Dresden/Sherborne. John Eliot Gardiner, Monteverdi Choir, English Baroque Soloists, Katharine Fuge, Robin Tyson, Steve Davisilim, Stephan Loges. Soli Deo Gloria 2000.
- J.S. Bach: Complete Cantatas Vol. 21, Ton Koopman, Amsterdam Baroque Orchestra & Choir, Sandrine Piau, Bogna Bartosz, James Gilchrist, Klaus Mertens. Antoine Marchand 2002.

DVD
- „In allen meinen Taten“. Kantate BWV 97. Rudolf Lutz, Chor und Orchester der J. S. Bach-Stiftung, Monika Mauch, Ruth Sandhoff, Daniel Johannsen, Klaus Mertens. Samt Einführungsworkshop sowie Reflexion von Kerstin Odendahl. Gallus Media, St. Gallen 2012.[7]